# Список переименованных населённых пунктов Архангельской области
В данном списке приведены населённые пункты, расположенные согласно современному административно-территориальному делению в Архангельской области России, название которых изменялось за время их существования.

## А
- Новохолмогоры (1584) → Архангельский город (1613) → Архангельск

## Б
- Семёновское → Березник (посёлок городского типа)[1]

## З
- Заручей → Заручей Островной (2023)[2]
- Захарово → Захарово Островное (2023)[2]

## Л
- Лахта → Лахта Островная (2023)[2]
- Дураково → Летний Наволок (сельский населённый пункт)[3]

## К
- Лахта → Катунино (сельский населённый пункт)[4]

## М
- Старое Лукино → Мелехово (сельский населённый пункт)[5]

## Н
- Белощелье (1929) → Нарьян-Мар (1935, город, центр Ненецкого автономного округа)[6]
- Первомайский → Новодвинск (1977)[7]

## О
- Туроносовская → Первомайский (1950) → Октябрьский (1958, посёлок городского типа)[8]

## Р
- Колокольный → Речной (сельский населённый пункт)[9]

## С
- Судострой → Молотов (1938, город) → Северодвинск (1957)[10]
- Усолье → Усольск → Соль-Вычегодская → Сольвычегодск
- Кресты → Сосновый (сельский населённый пункт)[9]

## Источник
- Е. М. Поспелов. Имена городов: вчера и сегодня (1917—1992): Топонимический словарь. — Москва: Русские словари, 1993. — 249 с.